# Ivan Samson
Ivan Samson (Brighton, Sussex, 28 de agosto de 1894 – Londres, 1 de maio de 1963) foi um ator de teatro, televisão e cinema britânico.

## Filmografia parcial
- Nance (1920)
- I Will Repay (1923)
- The Loves of Mary, Queen of Scots (1923)
- The Fake (1927)
- Many Waters (1931)
- Blossom Time (1934)
- Royal Cavalcade (1935)
- Honours Easy (1935)
- Hail and Farewell (1936)
- Stepping Toes (1938)
- Waltz Time (1945)
- The Winslow Boy (1948)
- Landfall (1949)
- Paul Temple's Triumph (1950)
- The Browning Version (1951)
- You Pay Your Money (1957)
- Libel (1959)